# Карел Сенецький
Карел Сенецький (чеськ. Karel Senecký, 17 березня 1919, Прага — 28 квітня 1979, там само) — чехословацький футболіст, що грав на позиції нападника за клуб «Спарта» (Прага), а також збірну Чехословаччини. По завершенні ігрової кар'єри — тренер.
П'ятиразовий чемпіон Чехословаччини. Триразовий володар Кубка Чехії.

## Клубна кар'єра
У футболі дебютував 1937 року виступами за команду «Спарта» (Прага), кольори якої і захищав протягом усієї своєї кар'єри гравця, що тривала тринадцять років. Більшість часу, проведеного у складі «Спарти», був основним гравцем атакувальної ланки команди. За цей час п'ять разів виборював титул чемпіона Чехословаччини і тричі вигравав Кубок Чехії.
| Дата       | Місто      | Господарі          | Результат | Гості          | Турнір                                                    | Голи | Примітки |
| ---------- | ---------- | ------------------ | --------- | -------------- | --------------------------------------------------------- | ---- | -------- |
| 03.10.1937 | Прага      | Чехословаччина     | 5 – 4     | Югославія      | товариський матч                                          | 1    |          |
| 13.10.1937 | Прага      | Чехословаччина     | 4 – 0     | Латвія         | товариський матч                                          | 1    |          |
| 14.06.1938 | Бордо      | Чехословаччина     | 1 – 2     | Бразилія       | ЧС 1930 - 1-й етап                                        | -    |          |
| 07.08.1938 | Сольна     | Швеція             | 2 – 6     | Чехословаччина | товариський матч                                          | 2    |          |
| 28.08.1938 | Загреб     | Югославія          | 1 – 3     | Чехословаччина | товариський матч                                          | 1    |          |
| 04.12.1938 | Прага      | Чехословаччина     | 6 – 2     | Румунія        | товариський матч                                          | -    |          |
| 27.08.1939 | Прага      | Богемія та Моравія | 7 – 3     | Югославія      | товариський матч                                          | -    |          |
| 07.04.1946 | Коломб     | Франція            | 3 – 0     | Чехословаччина | товариський матч                                          | -    |          |
| 09.05.1946 | Прага      | Чехословаччина     | 0 – 2     | Югославія      | товариський матч                                          | -    |          |
| 14.09.1946 | Прага      | Чехословаччина     | 3 – 2     | Швейцарія      | товариський матч                                          | -    |          |
| 27.10.1946 | Відень     | Австрія            | 3 – 4     | Чехословаччина | товариський матч                                          | -    |          |
| 11.05.1947 | Прага      | Чехословаччина     | 3 – 1     | Югославія      | товариський матч                                          | -    |          |
| 20.06.1947 | Копенгаген | Данія              | 2 – 2     | Чехословаччина | товариський матч                                          | -    |          |
| 31.08.1947 | Прага      | Чехословаччина     | 6 – 3     | Польща         | товариський матч                                          | -    |          |
| 21.09.1947 | Бухарест   | Румунія            | 2 – 6     | Чехословаччина | товариський матч                                          | -    |          |
| 05.10.1947 | Прага      | Чехословаччина     | 3 – 2     | Австрія        | товариський матч                                          | -    |          |
| 14.12.1947 | Барі       | Італія             | 3 – 1     | Чехословаччина | товариський матч                                          | -    |          |
| 23.05.1948 | Будапешт   | Угорщина           | 2 – 1     | Чехословаччина | Кубок Центральної Європи 1948-1953 Балканський Кубок 1948 | -    |          |
| 12.06.1948 | Прага      | Чехословаччина     | 0 – 4     | Франція        | товариський матч                                          | -    |          |
| 04.07.1948 | Бухарест   | Румунія            | 2 – 1     | Чехословаччина | Балканський Кубок 1948                                    | -    |          |
| 29.08.1948 | Софія      | Болгарія           | 1 – 0     | Чехословаччина | Балканський Кубок 1948                                    | -    |          |
| Усього     |            | Матчів             | 21        |                | Голів                                                     | 5    |          |

## Кар'єра тренера
Розпочав тренерську кар'єру, повернувшись до футболу після невеликої перерви, 1958 року, очоливши тренерський штаб клубу «Спарта» (Прага). Досвід тренерської роботи обмежився цим клубом.
Помер 28 квітня 1979 року на 61-му році життя.

## Титули і досягнення
- Чемпіон Чехословаччини (4):

«Спарта» (Прага): 1937-1938, 1938-1939, 1945-1946, 1947-1948
- Чемпіон Богемії і Моравії (1):

«Спарта» (Прага): 1943-1944
- Володар Кубка Чехії (3):

«Спарта» (Прага): 1943, 1944, 1946